# 충곡서원지
충곡서원지(忠谷書院址)는 대한민국 충청남도 논산시 부적면 충곡리에 있는 충곡서원의 터이다. 1976년 10월 4일 충청남도의 기념물 제12호로 지정되었다.

## 개요
백제 장군인 계백과 박팽년·성삼문·이개·유성원·하위지·유응부 등 사육신을 추모하기 위해 세운 서원이다.
계백은 백제 장군으로 신라의 김유신과 당나라의 소정방을 중심으로 구성된 나·당연합군이 쳐들어오자 황산벌에서 용감히 싸우다 전사하였다. 사육신은 수양대군이 단종의 왕위를 빼앗자 단종의 복위를 꾀하다가 발각되어 죽은 6명의 신하를 말한다.
숙종 6년(1680)에 세운 이 서원은 흥선대원군의 서원철폐령으로 고종 5년(1868)에 폐쇄되었고 1933년 복원하였다. 현재는 이현동·박증·김정망·김익겸·김홍익·이민진·김만중·박종·조병시·김자빈·이학순 등 11분을 추가로 모시고 있다.
경내는 계백 장군과 사육신에게 제사지내기 위해 지은 사당과 숙소로 사용되던 동재·서재로 구성되고 그 외에 정문(旌門 : 충신, 효자 등을 표창하기 위해 세우던 붉은 문)이 남아 있다. 사당은 계백을 중심으로 좌우에 사육신을 포함한 17현의 위패를 모시고 있다. 동재와 서재는 일반적으로 제관들의 숙소로 이용되는 곳이나 이곳에서는 교육 장소로도 사용하였다.
현재 교육 기능은 없어지고 해마다 3월과 9월에 제사를 지내고 있다.

## 참고 문헌
- 충곡서원지 - 국가유산청 국가유산포털